# Idionyx nadganiensis
Idionyx nadganiensis är en trollsländeart som beskrevs av Fraser 1924. Idionyx nadganiensis ingår i släktet Idionyx och familjen skimmertrollsländor. IUCN kategoriserar arten globalt som otillräckligt studerad. Inga underarter finns listade i Catalogue of Life.